# Gunung Being
Gunung Being är ett berg i Indonesien.   Det ligger i provinsen Aceh, i den västra delen av landet, 1 700 km nordväst om huvudstaden Jakarta. Toppen på Gunung Being är 1 173 meter över havet, eller 51 meter över den omgivande terrängen. Bredden vid basen är 0,62 km.
Terrängen runt Gunung Being är kuperad åt nordväst, men åt sydost är den bergig. Runt Gunung Being är det ganska tätbefolkat, med 116 invånare per kvadratkilometer. I omgivningarna runt Gunung Being växer i huvudsak städsegrön lövskog.